# Verso l'Eden
Verso l'Eden (Eden à l'ouest) è un film del 2009 diretto da Costa-Gavras e interpretato da Riccardo Scamarcio.

## Trama
Elias è un giovane immigrato clandestino che si tuffa in mare per sfuggire all'arresto della guardia costiera. A nuoto raggiunge la spiaggia del villaggio turistico Eden Club Paradise. Travestitosi da inserviente viene scambiato per tale, gli viene quindi richiesto di svolgere mansioni di facchinaggio e idraulica, altri clienti invece lo scambiano per uno di loro. Il direttore del villaggio sospetta qualcosa ma quando giunge la polizia in cerca di clandestini non lo denuncia, cerca invece di avere un rapporto sessuale con lui. Una sera si presta come aiutante nello spettacolo di un prestigiatore, il quale a fine serata gli dice, se si fosse trovato a Parigi, di andare da lui. Per ripararsi da un violento acquazzone Elias viene ospitato da Christina, una villeggiante di Amburgo, nella sua camera. La donna e il ragazzo iniziano una relazione, ma poi vengono scoperti e Elias viene cacciato dal villaggio. Elias ora pensa solamente a raggiungere Parigi, dove crede di avere delle possibilità. Durante il lungo viaggio affronta diverse vicissitudini: viene derubato, incontra l'ospitalità di una contadina, aiutato da due camionisti tedeschi. Trova anche un lavoro in un centro di riciclaggio, ma ben presto si renderà conto di venire sfruttato. Finalmente giunge a Parigi e inizia a cercare il prestigiatore, quando lo trova però l'uomo non gli offre nessun lavoro, gli regala solamente una bacchetta. Deluso e amareggiato, Elias si incammina verso la Torre Eiffel.

## Distribuzione
Il film, uscito nelle sale francesi l'11 febbraio 2009 e presentato alla 59ª edizione del Festival di Berlino pochi giorni dopo. In Italia è uscito il 6 marzo 2009.